# ألونزو دي ميندوزا (محطة مترو أنفاق مدريد)

ألونزو دي ميندوزا (بالإسبانية: Alonso de Mendoza) هي محطة مترو أنفاق في مدريد في إسبانيا، تقع على الخط رقم 12.